# Patrick mit Absicht
Patrick mit Absicht (kurz PMA) ist ein deutscher Rapper aus Hamburg.

## Biografie
Patrick mit Absicht begann 1999 zu rappen. Zuerst nahm er hauptsächlich an Freestylebattles in Deutschland teil, später fing er an, eigene Texte zu schreiben. Anfang 2004 unterschrieb er seinen ersten Plattenvertrag beim Label Jadoo Records. Im folgenden Herbst stellte Patrick mit Absicht Jack the Mixtape zum kostenlosen Download zur Verfügung. Im März 2005 erschien dann die Debüt-EP Insert Coin, die bei Jadoo Records erschien und über Groove Attack vertrieben wurde. Nach diesem Release fiel Patrick mit Absicht vor allem durch Samplerbeiträge und Features auf Tonträgern der Beginner, Azads, Afu-Ras, Ferris MCs, Olli Banjos, Franky Kubricks und Taktloss auf. Zudem trat er gemeinsam mit DJ Prezision auf dem splash!-Festival auf. Durch diese Erfolge wurde PMA in der Dezemberausgabe des Juice in die Liste der 10 größten Hoffnungsträger aufgenommen. Am 4. November 2005 veröffentlichte PMA gemeinsam mit Phrequincy das Mixtape Secret Weapon Vol. 1. Danach ging PMA gemeinsam mit Olli Banjo auf Deutschland-Tour. Am 2. November 2007 schließlich veröffentlichte Patrick mit Absicht sein Debütalbum Jack Is Back. Danach wurde es länger still um den Hamburger, bis zur Veröffentlichung seiner kostenlosen EP Nerd Rage am 21. November 2014 über die Seite hiphop.de.
Nachdem er 2023 schon wieder anfing, auf Instagram einzelne Parts und Demos zu veröffentlichen, kam die Single "Predator" im Januar 2024 auf seinem YouTube-Kanal online.
Kurz darauf wurde nach einigen Ankündigungen am 14. März 2024 das Mixtape HE-MAN ZEILEN REDUX umsonst als Stream auf seinem YouTube-Kanal und zum kostenlosen Download auf der Hip-Hop-Seite barsbarsbatigol.de
Am 16. April wurde in einem weiteren neuen Demo-Reel angekündigt, dass das Album Jack is Back bald wieder auf Streaming-Plattformen verfügbar sein wird. Außerdem ist er auf der Kollabo-Single Klassentreffen (Reunion) von Dee-Ho neben Künstlern wie BattleBoi Basti, Jack von Crack/Perplexx23, 4tune und Don Frechus vertreten, dem zuletzt nachgesagt wurde, einige von Kollegahs Texten mitverfasst zu haben.

## Diskografie
- 2004: Jack the Mixtape (Gratisdownloadmixtape)
- 2005: Insert Coin (EP)
- 2005: Secret Weapon Vol. 1 (Mixtape mit Phrequincy)
- 2005: Die 2 (Maxi mit Phrequincy)
- 2007: Jack Is Back
- 2014: Nerd Rage (kostenlose EP)
- 2024: HE-MAN ZEILEN REDUX (Kostenloses Mixtape)